# Orlando Maturana
Orlando Maturana (Barranquilla, Atlántico, Colombia; 11 de octubre de 1965) es un exfutbolista colombiano que jugaba de mediocampista, aunque también fue un hábil y veloz puntero izquierdo.

## Trayectoria
Maturana comenzó su carrera profesional en el Bucaramanga en el año de 1983. Por ser un jugador rápido, habilidoso y con olfato goleador, el América de Cali se interesó en sus servicios y lo vinculó en 1985 a su nómina. Dados los compromisos de Copa Libertadores, por los que la nómina titular de los Diablos Rojos se mantenía concentrada, un equipo paralelo compuesto en su mayoría por jugadores juveniles afrontaba el torneo colombiano. A este conjunto lo denominaban coloquialmente 'Los Pitufos' y contaba con varios elementos talentosos, además del propio Maturana, como Alex Escobar, Antony de Ávila, John Édison Castaño, Albeiro Usuriaga, entre otros. Fue campeón con la divisa escarlata del Valle en 1985, 1986 y 1990.
En 1991 llegó al Deportivo Independiente Medellín. Al año siguiente volvió al América y jugó la Copa Libertadores. En la semifinal de dicho torneo ante el conjunto argentino Newell's Old Boys, durante la definición por penales, Maturana falló el cobro definitivo que hubiera llevado a los Diablos Rojos a su cuarta final continental.
En una tercera etapa con el América, en 2000, nuevamente jugó Copa Libertadores en la que el equipo vallecaucano alcanzó los octavos de final, quedando eliminado ante su homónimo mexicano.
Pasó también por otros equipos colombianos como el Deportes Tolima, Millonarios y el cuadro que le dio la primera oportunidad como profesional, el Bucaramanga. Salió subcampeón en 1994 y 1996 con Millonarios. Se retiró del fútbol activo en 2004 actuando con el equipo bumangués.
También jugó en el extranjero, en el Independiente de Avellaneda, Olimpia, Estudiantes de Mérida y Carabobo.

## Selección nacional
Fue internacional con la Selección de fútbol de Colombia, primero con el equipo juvenil que participó en la Copa Mundial de Fútbol Juvenil de 1985 en la extinta Unión Soviética, después en el Torneo Preolímpico de Fútbol celebrado en 1987 en Bolivia, y por último en la Copa América 1993 realizada en Ecuador.

### Participaciones enCopas América
| Torneo            | Sede    | Resultado    | PJ | GA | Asis |
| ----------------- | ------- | ------------ | -- | -- | ---- |
| Copa América 1993 | Ecuador | Tercer lugar | 1  | 1  | 0    |

### Participaciones enEliminatorias al Mundial
| Eliminatoria                                | Sede del Mundial      | Posición      | Resultado | PJ | GA | Asis |
| ------------------------------------------- | --------------------- | ------------- | --------- | -- | -- | ---- |
| Eliminatorias Mundial de Corea y Japón 2002 | Corea del Sur y Japón | 6°lugar 27pts | Eliminado | 1  | 0  | 0    |

### Participaciones enCopas del Mundo
| Mundial                                | Sede            | Resultado        | PJ | GA | Asis |
| -------------------------------------- | --------------- | ---------------- | -- | -- | ---- |
| Copa Mundial de Fútbol Juvenil de 1985 | Unión Soviética | Cuartos de final | 4  | 0  | 0    |

## Clubes
| Club                   | País      | Año       |
| ---------------------- | --------- | --------- |
| Atlético Bucaramanga   | Colombia  | 1983-1984 |
| América de Cali        | Colombia  | 1985-1990 |
| Independiente Medellín | Colombia  | 1991      |
| América de Cali        | Colombia  | 1992      |
| Deportes Tolima        | Colombia  | 1993      |
| Millonarios            | Colombia  | 1994      |
| Independiente          | Argentina | 1995      |
| Deportes Tolima        | Colombia  | 1996-1997 |
| Millonarios            | Colombia  | 1998      |
| Deportes Tolima        | Colombia  | 1999      |
| América de Cali        | Colombia  | 2000      |
| Olimpia                | Paraguay  | 2000-2001 |
| Santa Fe               | Colombia  | 2002      |
| Estudiantes de Mérida  | Venezuela | 2002      |
| Carabobo FC            | Venezuela | 2003      |
| Atlético Bucaramanga   | Colombia  | 2004      |

## Palmarés

### Campeonatos nacionales
| Título                       | Club            | País     | Año  |
| ---------------------------- | --------------- | -------- | ---- |
| Primera División             | América de Cali | Colombia | 1985 |
| Primera División             | América de Cali | Colombia | 1986 |
| Primera División             | América de Cali | Colombia | 1990 |
| Primera División             | América de Cali | Colombia | 1992 |
| Primera División             | América de Cali | Colombia | 2000 |
| Primera División de Paraguay | Olimpia         | Paraguay | 2001 |